# Holger Erdtman
Holger G. H. Erdtman (* 25. April 1902 in Ed, Stockholms län; † 13. Dezember 1989 in Stockholm) war ein schwedischer Chemiker und Hochschullehrer.

## Leben
Holger Erdtman studierte an der damaligen Stockholms Högskola zunächst Chemie, Botanik und Zoologie. Von 1929 bis 1931 war er im Labor von Robert Robinson an der Universität London tätig, dann 1931 bei Friedrich Fichter in Basel und Ernst Späth in Wien. Er schloss seine Dissertation Studies on the formation of complex oxidation and condensation products of phenols: A contribution to the investigation of the origin and nature of humic acid 1934 bei Hans von Euler ab. Schon früh entdeckte er die Bedeutung von Magnesium als aktivierender Faktor der Rinderphosphatase.
Erdtman wurde 1939 Abteilungsleiter am schwedischen Zentrallabor der Zelluloseindustrie, 1941 außerordentlicher Professor für Holzchemie an der Königlichen Technischen Hochschule (KTH) und 1944 Laborleiter am Schwedischen Holzforschungsinstitut. Er war schließlich von 1945 bis 1968 Professor für organische Chemie an der KTH.
Erdtman forschte unter anderem auf dem Gebiet der Naturstoffchemie.
Erdtman wurde 1950 Mitglied der Schwedischen Akademie der Ingenieurwissenschaften, 1954 der Schwedischen Akademie für Forst- und Landwirtschaft und 1955 der Schwedischen Akademie der Wissenschaften. Er war aktiv in der IUPAC und führte von 1959 bis 1963 den Vorsitz in deren Ausschuss für Organische Chemie.